# HD 140117
HD 140117，又名BD+58 1583，SAO 29609、HR 5841，是一颗恒星，视星等为6.45，位于銀經91.21，銀緯47.56，其B1900.0坐标为赤經15h 36m 56.9s，赤緯+58° 47.56′ 51″。